# Dendrochirus bellus
Dendrochirus bellus là một loài cá biển thuộc chi Dendrochirus trong họ Cá mù làn. Loài này được mô tả lần đầu tiên vào năm 1925.

## Từ nguyên
Tính từ định danh bellus trong tiếng Latinh mang nghĩa là "xinh đẹp", có lẽ hàm ý đề cập đến các vệt đốm màu nâu hoặc đen trên thân và vây, làm bắt mắt kiểu hình của loài cá này.

## Phân bố
D. bellus có phạm vi giới hạn trong vùng Tây Bắc Thái Bình Dương, từ bán đảo Bōsō dọc theo bờ đông và nam Trung Quốc, gồm ngoài khơi Hoàng Hải và biển Hoa Đông đến đảo Đài Loan và Việt Nam. Ở bờ biển Việt Nam, D. bellus được ghi nhận ở ngoài khơi vịnh Bắc Bộ và trong vịnh Nha Trang.
D. bellus từng được ghi nhận ở vịnh Mannar (Ấn Độ), nhưng sau khi kiểm tra lại thì mẫu vật này có vẻ như thuộc về Dendrochirus brachypterus. Ghi nhận của D. bellus ở Nouvelle-Calédonie nhiều khả năng cũng là nhầm lẫn.
D. bellus sống ở vùng triều có nền đáy là đá sỏi hoặc bùn cát, độ sâu có thể lên đến 200 m.

## Mô tả
Chiều dài cơ thể lớn nhất được ghi nhận ở D. bellus là 15 cm. Loài này có màu cam, nhiều chấm xanh lam nhạt với 2–3 vệt đốm nhạt dọc lưng và cuống đuôi (các đốm sáng hoặc sẫm hơn tùy thuộc vào tình trạng của cá). Vây ngực có khoảng 9 dải dọc màu cam. Vây bụng có 5 dải tương tự. Vây lưng mềm, vây hậu môn và vây đuôi có các dải mảnh màu cam nhạt.
Số gai ở vây lưng: 13; Số tia vây ở vây lưng: 9–10; Số gai ở vây hậu môn: 3; Số tia vây ở vây hậu môn: 5–6; Số tia vây ngực: 16–18.
D. bellus nằm trong phức hợp loài D. brachypterus. D. bellus có số vảy theo chiều dài cơ thể trung bình là 38 so với 44–51 ở những loài khác trong phức hợp, và chúng không có nắp da trên vùng hốc mắt và ở gốc ngạnh trên cùng của xương trước nắp mang. Những nhầm lẫn giữa D. bellus với D. brachypterus do việc xác định dựa trên đặc điểm mà Poss (1999) xuất bản, nhưng thiếu đi đặc điểm mà Matsunuma và cộng sự (2017) bổ sung sau này.